# Priyadarsika
Priyadarsika es una obra de teatro sánscrita, atribuida al rey Harsha (606 - 648). Fue traducida por primera vez al inglés por GK Nariman, AV Williams Jackson y Charles J. Ogden  y publicado por Columbia University Press en 1923 como el décimo volumen de la serie indoiraní de 13 volúmenes de la Universidad de Columbia (1901-1932). La primera traducción al español fue realizada por Graciela de la Lama (1969).